# Samuel Flores Borrego
Samuel Flores Borrego, conocido como el Metro3 (Matamoros, Tamaulipas; 1972 – Reynosa, Tamaulipas; 2 de septiembre de 2011) fue un narcotraficante mexicano y exlíder de la organización criminal conocida como el Cártel del Golfo. Antes de ingresar al cártel, fungió como policía judicial en el estado de Tamaulipas y como guardaespaldas personal de Osiel Cárdenas Guillén. Cuando éste fue arrestado, Flores Borrego se alió con el capo Jorge Eduardo Costilla Sánchez, convirtiéndose en su mano derecha.
Flores Borrego operaba en la ciudad fronteriza de Reynosa, Tamaulipas, donde fue jefe de plaza por varios años. Las autoridades mexicanas indican que él es el principal responsable de la ruptura entre el Cártel del Golfo y su brazo armado, Los Zetas. La ruptura entre estas dos bandas criminales ocurrió en enero de 2010 en Reynosa, cuando el capo ordenó el secuestro y asesinato de un líder Zeta. Después de la ejecución, Los Zetas presionaron al Cártel del Golfo a que entregara a Flores Borrego. Al no hacerlo, Los Zetas rompieron su alianza con el cártel y le declararon la guerra.
El 2 de septiembre de 2011, Flores Borrego fue encontrado muerto en la caja de una camioneta en las afueras de Reynosa. Se prevé que varios integrantes de su misma organización criminal lo ejecutaron por un ajuste de cuentas.

## Ruptura con Los Zetas
En los años noventa, el capo Osiel Cárdenas Guillén comenzó a reclutar miembros del Ejército Mexicano para que formaran parte de su escolta personal y fungieran como el brazo armado del Cártel del Golfo. Los primeros desertores provenían del Grupo Aeromóvil de Fuerzas Especiales, el círculo de militares élite en las Fuerzas Armadas. Este grupo, conocido como Los Zetas, se encargaba de proteger los territorios de cártel, llevar a cabo asesinatos y secuestros, y de proteger a los líderes de la organización. Sin embargo, cuando Cárdenas Guillén fue arresto en el 2003 y extraditado a los Estados Unidos en el 2007, Los Zetas incrementaron su poderío en el cártel. Entre los reclutados de 2009 estuvo Juan Fernando Cruz, nieto del exnarcotraficante  Raúl Enrique Santana  y tan solo tenía 13 años cuando se convirtió en el aprendiz del Metro3. Quien llevaría a su padre Juan Carlos Santana a formar parte del cartel y se convertiría en pieza fundamental de la organización hasta que su hijo decidió retirarse de lo que el cartel le enseñaba. Pero la alianza entre estas dos bandas vivió su ruptura el 18 de enero de 2010, cuando varios miembros del Cártel del Golfo secuestraron a Víctor Peña Mendoza, alias "El Concorde 3," lugarteniente de Miguel Treviño Morales, líder de Los Zetas.  Durante la captura, los del Golfo forzaron a Peña Mendoza a que cambiara de bando y dejara a Los Zetas. Al no hacerlo, fue golpeado brutalmente y ejecutado, presuntamente por órdenes de Flores Borrego.
Cuando Treviño Morales se enteró de lo sucedido, le dio un ultimátum a Flores Borrego y a Jorge Eduardo Costilla Sánchez:

"Entreguen a los asesinos de mi amigo, hijos de puta. Tienen hasta el 25 de enero para hacerlo. Si no cooperan, habrá guerra."

Ambos se rehusaron a cooperar con él, pero Treviño Morales no tardó en hacer valer su palabra. El 30 de enero de 2010, varios integrantes de Los Zetas, bajo las órdenes de Treviño Morales, secuestraron y ejecutaron a 16 miembros del Cártel del Golfo en Reynosa, Tamaulipas, iniciando la guerra entre estos dos grupos criminales. La pelea por el control territorial entre ambos grupos ha dejado miles de muertos en los estados mexicanos de Tamaulipas, Nuevo León, y Veracruz. Asimismo, Los Zetas le ha ganado el control territorial al Cártel del Golfo en la mayoría de estas regiones.

## Asesinato
El 2 de septiembre de 2011, las autoridades mexicanas encontraron el cadáver de Flores Borrego en la caja de una camioneta Ford Lobo en las afueras de la ciudad de Reynosa. Junto al difunto se encontraba el cuerpo de Eloy Lerma García, un expolicía de Gustavo Díaz Ordaz, Tamaulipas. De acuerdo a los informes preliminares, Flores Borrego había sido ejecutado por miembros de su mismo cártel.
Cuando encontraron los cadáveres, la policía indicó que ambos hombres fueron encontrados con los pantalones hasta las rodillas, severamente golpeados, y con un tiro de gracia en la nuca. También se encontró un mensaje dirigido al grupo del Cártel del Golfo que comandaba Flores Borrego – Los Metros. Las autoridades nunca pudieron confirmar quiénes fueron los que llevaron a cabo este suceso, pero la forma en la que fueron ejecutados indica que el suceso se trataba de un ajuste de cuentas dentro la misma organización. Fuentes extraoficiales mencionan que Flores Borrego fue ejecutado por órdenes de Juan Mejía González (alias "El R-1") y Rafael Cárdenas Vela (alias "El Júnior").
En tan sólo unas horas, el cártel eligió a Mario Ramírez Treviño (alias "El Pelón" o "X-20") como el sucesor de Flores Borrego en Reynosa.

## Legado

### Monumento
En la entrada de una colonia en Reynosa, Tamaulipas donde se rumora que Flores Borrego vivía, un monumento de gallo hecho de bronce fue encontrado en una mañana de enero de 2012. No está claro quién fue el que dejó la estatua cerca de una de las avenidas principales de la ciudad, pero el monumento de gallo estaba adornado con flores y tenía encrustado el nombre "Samuel Flores Borrego." La extraña estatua rápidamente se convirtió en una sensación en Twitter, donde los reynosenses subieron fotos que tomaron de él y crearon hasta un hastag para hablar del tema.
Durante la primera semana de su aparición, los residentes mostraron un poco de temor por la estatua del gallo de bronce; no obstante, mientras transcurrían las semanas, un usuario en Twitter mencionó que los residentes se estaban tomando fotos con el monumento. Otro usuario indicó que la estatua tenía su propio aparato de luz para iluminarlo durante las noches, y se preguntó como lo pusieron y quién estaría pagando los gastos.
Un mes después de su aparición, la estatua fue movida a un palenque en Reynosa, a tan sólo unas calles de su lugar original. Se informa que la estatua también estuvo como adorno afuera de un restaurante en la carretera que conecta a Reynosa con Nuevo Laredo, Tamaulipas. De manera extraoficial se dio a conocer que el supuesto dueño del restaurante era nada más ni nada menos que Flores Borrego.
En la avenida donde apareció por primera vez la estatua es la misma calle donde fue abatido el cantante de narcocorridos Valentín Elizalde en noviembre de 2006. Se rumora que el cantante, recordado por su apodo "El Gallo de Oro," tenía lazos con el Cártel de Sinaloa antes de ser ejecutado por varios integrantes de Los Zetas (en el 2006, Los Zetas aún mantenían una alianza con el Cártel del Golfo). En la noche que fue ejecutado, Elizalde había cantado la canción A Mis Enemigos en un concierto en Reynosa. Supuestamente, lo hizo a pesar de que le habían dicho que no lo hiciera porque la canción ridiculizaba el Cártel del Golfo y a Los Zetas.
Aunque fue alertado, Elizalde la cantó y fue ejecutado en su automóvil al salir del concierto; su asesinato era un golpe simbólico contra el Cártel de Sinaloa. Pero con el pasar de los años, el antagonismo entre el Cártel del Golfo y el de Sinaloa ha cambiado. Desde que el Golfo se separó de Los Zetas en el 2010, el Cártel de Sinaloa se unió con el Golfo para combatir a Los Zetas, "convirtiendo a viejos enemigos en amigos." La estatua de gallo es un recordatorio simbólico que el Cártel de Sinaloa tiene presencia en Reynosa, y las flores como una demostración de respeto hacia el Cártel del Golfo.

### Música
Existen diversos temas musicales de Narco-Rap en memoria de Flores Borrego compuestas por los raperos de hip-hop Cano y Blunt. La canción más notable se titula La Canción del Metro 3 por el seudónimo de Flores Borrego, y exalta la "ferocidad y lealtad" del narcotraficante. El video consiste de varias imágenes de Cano y Blunt posando como pandilleros y con ropa de mafiosos. También hay fotos de camionetas baleadas, retenes policiacos, y convoyes militares.

### Narcomensajes en cumpleaños
En la mañana del 6 de agosto de 2012, varias narcomantas celebrando el cumpleaños de Flores Borrego fueron dejadas en diversas partes de México por supuestos integrantes del Cártel del Golfo. En la ciudad fronteriza de Reynosa, Tamaulipas, donde Flores Borrego perdió la vida en septiembre de 2011, una manta fue dejada cerca de una avenida principal. El texto decía lo siguiente: 

"Sr. Samuel Flores Borrego, Cmte. Metro 3, en donde quiera que estés carnal, sabemos estás bien, sabemos estás mejor. Hoy en tu cumpleaños, de manera especial te recordamos, por lo que nos representaste en vida y por lo que aún sigues representando a pesar de la falta física de tu presencia.

Preferiste ser traicionado, que desconfiar de un amigo, ellos carnal querían 'poder', solo para poder pero ignoraron que el poder depende de las virtudes de quien lo tiene, y no tenían virtudes, solo sed de poder por eso carnal, ya fueron 'castigados', como un acto de justicia no de un acto de venganza, tu así nos enseñaste.

Hoy en tu cumpleaños te decimos 'carnal', que siempre te vamos a recordar, aunque sabemos que recordarte será fácil, lo difícil será olvidarte."

Un día después de este suceso, la ciudad de Matamoros, Tamaulipas vivió una balacera entre Los Metros y Los Rojos, dos fracciones dentro del Cártel del Golfo. Se prevé que Los Metros entraron a Matamoros con el objetivo de erradicar a Los Rojos, quienes sostienen un bastión criminal en esa ciudad. De manera extraoficial, se dio a conocer que Jorge Eduardo Costilla Sánchez, exlíder del cártel y comandante de Los Metros, había mandado sus hombres a Matamoros con la ayuda del Cártel de Sinaloa.